# Chisos Basin Road
La Chisos Basin Road est une route touristique du comté de Brewster, au Texas, dans le sud des États-Unis. Entièrement située dans le parc national de Big Bend, cette route de montagne construite par le Civilian Conservation Corps dans les années 1930 est longue de 6 milles. Elle gravit les monts Chisos pour atteindre Chisos Basin, où se trouvent notamment un terrain de camping et un office de tourisme du National Park Service ainsi que le Chisos Mountains Lodge.